# Tauziehen

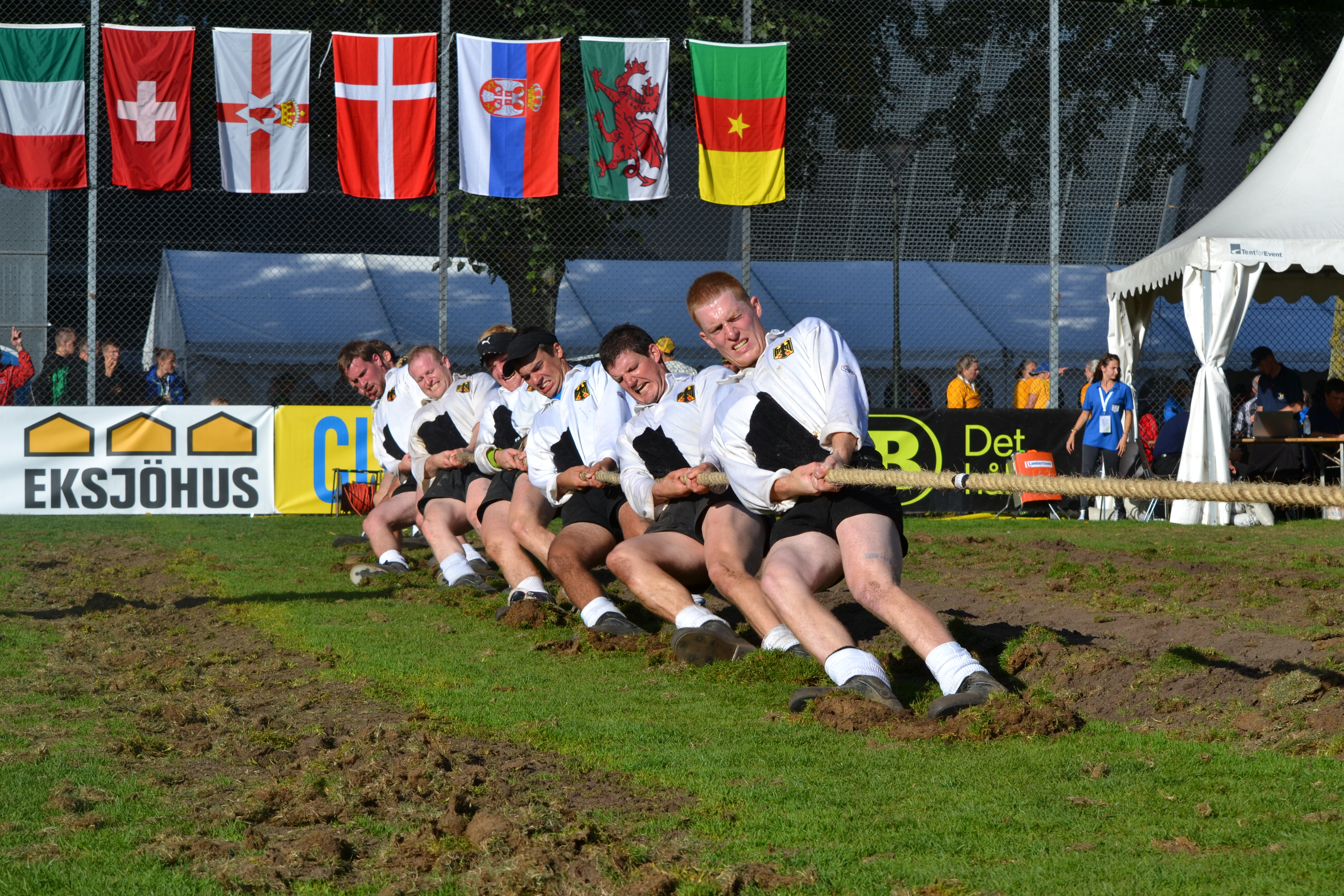
Die deutsche Nationalmannschaft Männer 640 kg bei der Weltmeisterschaft.

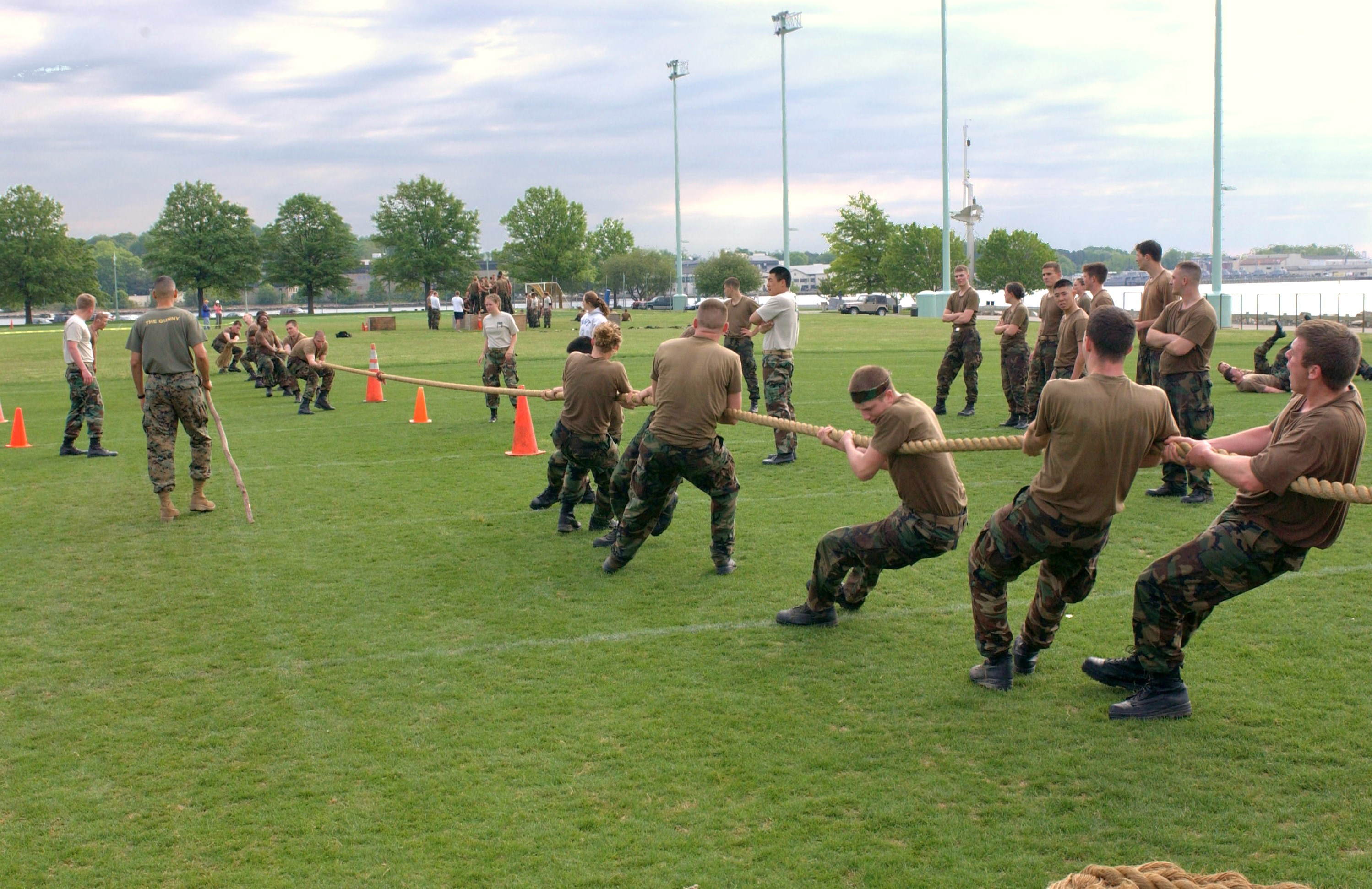
Tauziehen beim Militär: Freshmen der U.S. Naval Academy in Annapolis, Maryland

Tauziehen

Tauziehen oder Seilziehen ist eine Mannschaftssportart, die dem Kräftemessen zweier Mannschaften dient. An je einer Hälfte eines langen Seiles ziehen die beiden Mannschaften in entgegengesetzte Richtungen. Sieger ist die Mannschaft, die das Seil bis zu einer festgelegten Marke auf ihre Seite zieht.
Olympisches Tauziehen gehörte von 1900 bis 1920 zum Programm der Olympischen Spiele und gilt heute als eigenständige Sportart; früher wurde es der Schwerathletik bzw. der Leichtathletik zugerechnet. Der 1960 gegründete Weltverband Tug of War International Federation (TWIF) wurde 2002 vom IOC anerkannt.

## Wettkampf

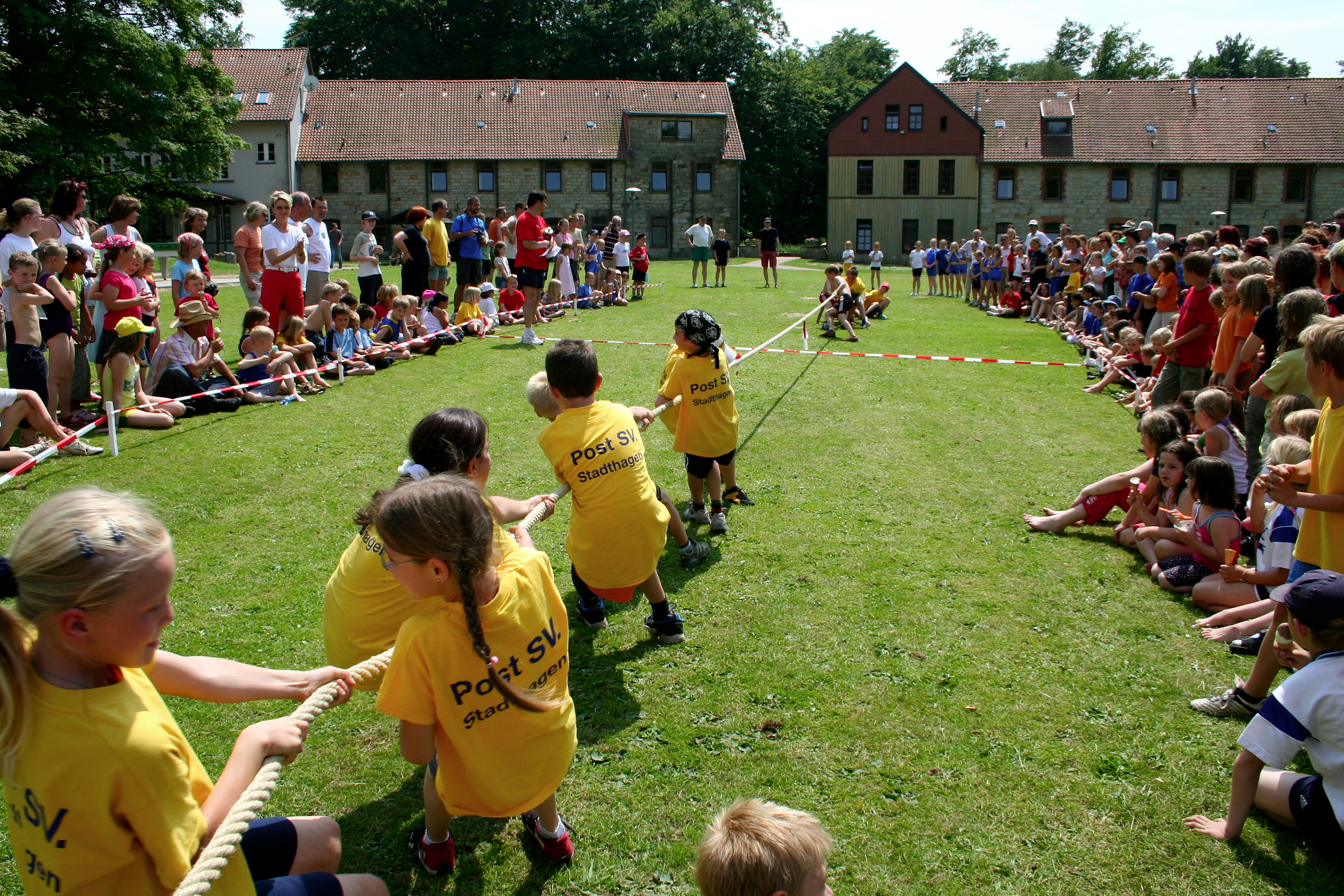
Bei vielen Bergturnfesten im deutschsprachigen Raum Tradition: Tauziehen beim Jahn-Bergturnfest auf dem Bückeberg in Niedersachsen

Kraft, Ausdauer, Technik und mentale Stärke machen aus einem Hobbysport einen echten Hochleistungssport, welcher auf nationaler und internationaler Ebene von austrainierten Athleten betrieben wird. Jedes Jahr finden internationale Wettkämpfe statt, an ungeraden Jahren Europameisterschaften, an geraden Jahren Weltmeisterschaften. Führende Nationen sind die Schweiz, die Niederlande, Irland, Spanien, Schweden und Deutschland.
Bei Wettkämpfen stehen sich jeweils acht Athleten gegenüber, die nach dem maximalen Gesamtgewicht einer ganzen Mannschaft in Gewichtsklassen eingeteilt werden. Einteilung der Gewichtsklassen (international): Frauen (bis 480 kg, bis 520 kg, bis 560 kg); Männer (bis 520 kg, bis 560 kg, bis 600 kg, bis 640 kg, bis 680 kg, bis 720 kg, über 720 kg).
Ein Wettkampf besteht aus einer Vorrunde und einer Finalrunde. In der Vorrunde treten alle Mannschaften einer Gruppe gegeneinander an. Pro Begegnung werden zwei Züge ausgetragen. Für jeden gewonnenen Zug erhält die Siegermannschaft einen Punkt, die vier erstplatzierten Mannschaften kommen in die Finalrunde. Dort wird zunächst in einem Semifinale (Halbfinale) ermittelt, welche beiden Mannschaften die Finalbegegnung bestreiten. Danach werden Entscheidungszüge durchgeführt für Platz 5 und höher. Dann wird der Kampf um Platz 3 von den Verlieren des Semifinales ausgetragen; zum Schluss des Wettkampfs findet das Finale statt. Während der Finalrunde (Semifinale, Entscheidungszüge, Finale) muss aus jeder Begegnung ein Sieger hervorgehen. Bei einem Unentschieden nach 2 Zügen muss daher ein Entscheidungszug durchgeführt werden.
Die Schuhe der Athleten dürfen keine Metallspitzen aufweisen, die Sohlen müssen glatt sein und eine Metallplatte von max. 6,5 Millimetern darf an den Schuhen auf dem Absatz angebracht sein.
Den Athleten ist es nicht gestattet, Handschuhe zu tragen. Sie dürfen jedoch Harz auf ihre Hände auftragen, um das Festhalten zu erleichtern.

## Geschichte

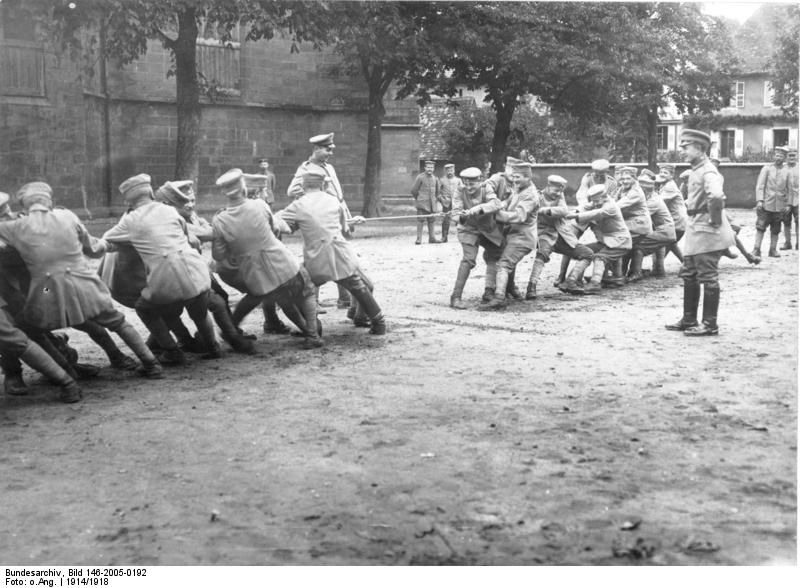
Tauziehen 1914

Der Seilziehwettkampf ist aus antiken Zeremonien und Kulthandlungen entstanden. Hinweise auf rituelle Ursprünge wurden in Kongo, Burma, Indien, Borneo, Kambodscha, Korea, den Philippinen, Vietnam, Hawaii, Neuseeland und Neuguinea gefunden. Das Seilziehen diente damals als Symbol für den Kampf zwischen Gut und Böse. 2023 wurde das rituelle Seilziehen auf Antrag mehrerer asiatischer Staaten in die UNESCO-Liste des immateriellen Kulturerbes der Menschheit aufgenommen.
Tauziehen entwickelte sich später zu einem sportlichen Wettkampf. Eine Wandzeichnung im Grabmal des Merera-ku in Sakkara (Ägypten) weist darauf hin. Im antiken Griechenland (ab ca. 500 v. Chr.) wurde das Seilziehen vor allem als Training für andere Sportarten ausgeübt. Im 12. Jahrhundert wurden Tauziehwettkämpfe am Hof des chinesischen Kaisers veranstaltet, im 13. und 14. Jahrhundert auch in der Mongolei und in der Türkei.
Im westlichen Europa ist das Tauziehen erst ab etwa 1000 nachweisbar; in skandinavischen und germanischen Heldensagen, die von „kräftigen Spielen“ berichten. Im 15. und 16. Jahrhundert erschien das Tauziehen in Frankreich und Großbritannien. Gegen Ende des 19. Jahrhunderts wurde der Sport organisiert betrieben. Zuerst bildeten sich einzelne Vereine, später dann Verbände. Tauziehen wurde zunächst als Leichtathletikdisziplin betrachtet.
Tauziehen war von 1900 bis 1920 olympische Sportart.
Die Sportart wurde danach aus dem Programm gestrichen, weil das IOC eine Reduktion der Teilnehmerzahl erreichen wollte. Da die Leichtathletikverbände sich nicht mehr um das Tauziehen kümmerten, bildeten sich unabhängige Vereine und Landesverbände. 1964 wurde der Weltverband TWIF (Tug of War International Federation) gegründet. Die ersten Europameisterschaften wurden 1964 durchgeführt, die ersten Weltmeisterschaften 1975. Seit 1981 nimmt der Tauziehweltverband am Programm der World Games teil.

## Organisation

### Deutschland
Der Nationale Dachverband in Deutschland ist der Deutsche Rasenkraftsport- und Tauzieh-Verband (DRTV). Des Weiteren gibt es Landesverbände. Turniere werden auf nationaler oder Landesebene ausgetragen. Es werden deutsche Meisterschaften in folgenden Gewichtsklassen ausgetragen: 720 kg, 640 kg (Bundesliga), 600 kg, Jugend (450 kg). Auf Landesebene gibt es jeweils Landesligen in unterschiedlichen Gewichtsklassen.

### Schweiz
Der Schweizer Tauziehverband ist der Dachverband der Tauzieher in der Schweiz, mit den Kantonalverbänden Aargau, Appenzell, Luzern, Obwalden und Nidwalden, St. Gallen, Thurgau. Zentralpräsident ist Bruno Bischof. In der Schweiz gibt es 25 Tauziehklubs und eine grosse Nationalmannschaft mit allen Gewichtsklassen.

## Das Seil
Das Wettkampfseil besteht aus den Naturfasern Manila (Abakafaser), Hanf oder Sisal. Der Seildurchmesser beträgt 32 bis 40 Millimeter für zwei Mannschaften mit je acht Teilnehmern.
Seillänge und 5 Markierungen:
|                 | im Freien              | in der Halle           | Bemerkungen                           |
| --------------- | ---------------------- | ---------------------- | ------------------------------------- |
| Länge           | 33,5 bis 35,0 Meter    | 32,0 bis 35,0 Meter    | je nach Hallengröße                   |
| Umfang          | 100 bis 125 Millimeter | 100 bis 125 Millimeter | Durchmesser etwa 32 bis 40 Millimeter |
| Markierung rot  | Mitte                  | Mitte                  | in der Seilmitte                      |
| Markierung weiß | je 4 Meter             | je 2 Meter             | auf jeder Seite der Mittelmarkierung  |
| Markierung gelb | je 5 Meter             | je 2,5 Meter           | auf jeder Seite der Mittelmarkierung  |

### Belastung des Seiles
Das Spielgerät ist beim Tauziehen bedeutender Belastung ausgesetzt. Wenn auf jeder Seite zehn erwachsene Personen je 800 Newton Zugkraft aufbringen (entspricht etwa der Gewichtskraft von 80 kg), erfährt das Seilstück zwischen den Gruppen eine Gesamtkraft von 8 kN. Wird ruckartig gezogen, kann die Kraft auf das 2,5fache anwachsen – das Seil muss dann schon Belastungen bis etwa 20 kN aufnehmen, dies entspricht der Gewichtskraft von zwei Tonnen. Für Sicherheitsfaktor 2 wäre dann ein neues Seil mit 40 kN Reißfestigkeit einzusetzen. Bei Großtauziehen mit Hunderten von Teilnehmern ist die Gesamtlast – auch bei Kindern – deutlich höher. Hier ist eine Belastungsberechnung erforderlich, aus der sich die Anforderungen an das Seil ergeben. Aus Expertensicht ist dabei die Gefahr eines Seilrisses mit Verletzungsfolgen niemals vollständig auszuschließen.
Geeignet sind Hanf- oder Hanf-Kunststoff-Seile, die eine geringe Dehnung aufweisen und bei einem Riss nicht zurückschnellen. Ein DIN-geprüftes Seil aus Langhanf mit einem Durchmesser von 32 mm bietet eine Reißfestigkeit von 70 kN und die für den Standardwettkampf erforderliche Griffstärke. Wenn die Teilnehmer das Seil nicht einfach loslassen, lässt sich das Risiko von Sturzverletzungen reduzieren.

## Unfälle
Unfälle beim Tauziehen geschehen statistisch sehr selten. Bei offiziellen Wettkämpfen und Turnieren des DRTV, wo auf Einhaltung der Regeln geachtet wird, sind Unfälle sehr selten. Das Verletzungsrisiko ist bei trainierten Personen ebenfalls sehr gering.
Andererseits kam es bei Hobby-Turnieren oder freien Wettbewerben (Rekordversuche o. ä.), die nicht von Tauziehvereinen ausgerichtet wurden, schon wiederholt zu Unfällen, weil die möglichen Gefahren entweder nicht bekannt waren oder nicht ernst genommen wurden. Tauzieh-Unfälle lassen sich im Wesentlichen auf zwei Ursachen zurückführen:
Seilriss durch Überlastung
- Aufeinander oder zu Boden stürzende Teilnehmer können schwer verletzt werden.
- Vom Risspunkt zurückschnellende Seilenden können – insbesondere bei dehnbaren Seilen – gewaltige Kräfte ausüben, Menschen durch die Luft schleudern und schwerste Verletzungen verursachen. Auch Zuschauer sind bei ungenügendem Abstand gefährdet.

Falsche Seilhaltung
- Seilschlingen um Körperteile können zu Quetschungen bis zur Amputation führen.

Bedeutende Unfälle:
| Ort         | Land         | Datum              | Ursache      | Folge                                                                                                  |
| ----------- | ------------ | ------------------ | ------------ | --- |
| Harrisburg  | Pennsylvania | 13. Juni 1978      | Seilriss     | Fünf Jugendliche verloren Fingerspitzen oder ganze Finger, 200 weitere Verletzte                       |
| Lenzburg    | Schweiz      | 12. Mai 1984       | Seilriss     | Rekordversuch mit 800 Teilnehmern, einer tödlich verletzt                                              |
| Westernohe  | Deutschland  | 4. Juni 1995       | Seilriss     | Zwei 10-jährige Pfadfinder wurden tödlich, 102 weitere zum Teil schwer verletzt                        |
| Chattanooga | Tennessee    | 9. Juni 1995       | Seilschlinge | einem Mann wurde eine Hand in einer Seilschlinge ums Handgelenk abgetrennt                             |
| Taipei      | Taiwan       | 25. Oktober 1997   | Seilriss     | zwei Männern wurde der Arm abgetrennt                                                                  |
|             | Australien   | September 2002     | ?            | Einem 11-jährigen Jungen wurden mehrere Finger bis auf die Knochen zerschnitten und beinahe abgetrennt |
| Denver      | Colorado     | 12. Oktober 2007   | Seilschlinge | Zwei Jugendliche verloren ihre Hände                                                                   |
| Digby       | Nova Scotia  | 25. Oktober 2010   | Seilschlinge | Ein Mann verlor vier Finger                                                                            |
| El Monte    | Kalifornien  | 4. Februar 2013    | Seilriss     | einem Jungen und einem Mädchen wurden mehrere Finger abgetrennt                                        |
| Budapest    | Ungarn       | 17. September 2013 | Seilriss     | sieben Schüler verletzt, davon drei schwer                                                             |